# Замбжиці-Капусти
Замбжиці-Капусти (пол. Zambrzyce-Kapusty) — село в Польщі, у гміні Рутки Замбровського повіту Підляського воєводства.
Населення — 111 осіб (2011).
У 1975-1998 роках село належало до Ломжинського воєводства.

## Демографія
Демографічна структура станом на 31 березня 2011 року:
|          | Загалом | Допрацездатний вік | Працездатний вік | Постпрацездатний вік |
| -------- | ------- | ------------------ | ---------------- | -------------------- |
| Чоловіки | 59      | 8                  | 44               | 7                    |
| Жінки    | 52      | 10                 | 28               | 14                   |
| Разом    | 111     | 18                 | 72               | 21                   |